# Штрум Лев Якович
Лев Якович Штрум (24 (11) листопада 1890, село Мельники, Чигиринський повіт, Київська губернія, Російська імперія — 22 жовтня 1936 Лук'янівська в'язниця, Київ, Україна) — український фізик, філософ природознавства. Завідувач кафедри теоретичної фізики Київського університету. Арештований і розстріляний за надуманим звинуваченням.

## Біографія
Народився у родині ремісника. Навчався у Черкаській гімназії, яку закінчив із золотою медаллю у 1908 році. Того ж року поступив до математичного факультету Петербурзького університету. Під керівництвом професора Івана Боргмана виконав дипломну роботу «Математична теорія рентгенівських променів». Був залишений при університеті як професорський стипендіат, але не затверджений через політичні причини. Через це переїхав до Києва, де прослухав повний курс механічного факультету КПІ.
Під час революції 1917 року вступив до «Бунду». У 1917–1919 роках працював техніком на залізниці. У 1919 повернувся в Черкаси, де працював учителем у колишній гімназії. Протягом 1920 року викладав у Катеринославі. У 1921 році знову приїжджає в Київ, де починає викладати у технікумі. Штрум брав участь у другому з'їзді російської асоціації фізиків, яка відбулася того ж року у Києві. В листопаді 1921 року його призначають науковим співробітником ВУАН.
Штрум спочатку працював у Комісії з вивчення складу атомів, а також на кафедрі хімії, які очолював академік Володимир Плотников. Утім, комісія припинила свою діяльність уже в березні 1922 року.
Паралельно з 1922 року Штрум зарахований аспірантом на науково-дослідну кафедру фізики КПІ під керівництвом Олександра Гольдмана. З жовтня 1925 року він стає її науковим співробітником. Весь час Штрум викладає в КПІ, одним з його студентів був Сергій Корольов. У 1926 році він стає професором фізики, а у 1927 — захищає докторську дисертацію «Теорія квант і рентгенівське випромінення».
З осені 1926 року бере участь у роботі філософської секції Науково-дослідної кафедри марксизму-ленінізму при ВУАН.
У 1929 році брав участь у Першій всесоюзній конференції з теоретичної фізики, яка відбулася у Харкові 19–25 жовтня на базі Українського фізико-технічного інституту.
У 1932 році обраний завідувачем кафедри теоретичної фізики Київського інституту народної освіти. З 1934 працював в Інституті фізики АН УРСР.
23 березня 1936 року Штрума було заарештовано і звинувачено в участі в «троцькістській змові». Розстріляний у внутрішній тюрмі НКВС у Києві разом з 36-ома іншими засудженими, 24 з яких становили науковці. За попередніми даними поховано на Лук'янівському цвинтарі у братській могилі.
У 1956 році Л. Я. Штрум був посмертно реабілітований.

## Родина
Перша дружина Клара Гітманівна Каплун (1892–1953), небога відомого революціонера Мойсея Урицького, мешкала у Ленінграді, працювала у видавництві. Шлюб розпався у 1914 році. Син від першого шлюбу – Віктор Штрум (1914–1968), інженер. Незважаючи на розрив, подружжя підтримувало дружні стосунки. Наприкінці 1940-х років саме Клара Каплун надала притулок та прописала в своїй комунальній квартирі Олену Штрум, доньку Лева Штрума від другого шлюбу, яку переслідували як члена родини "ворога народу".  
Друга дружина Гільда-Альбертина Ісааківна Іофан-Штрум (1895–1969), двоюрідна сестра відомого радянського архітектора Бориса Іофана та відомого хіміка Олександра Фрумкіна, працювала дитячим лікарем. Після арешту чоловіка заслано до міста Шенкурськ в Архангельській області. На засланні арештована 14 червня 1944 року, засуджена 7 вересня до 8 років, реабілітована 20 квітня 1956 року. Після звільнення у 1953 році працювала лікарем у місті Старий Оскол до 1956 року, коли вийшла на пенсію та переїхала до Ленінграду до родини доньки.
Донька Олена Штрум, народилася 23 травня 1923 року. Повернулася з заслання до Києва 1938 року. Закінчила школу 1941 року, евакуювалася до Казані, де навчалася на хімічному факультеті та працювала в госпіталі. Повернулася до Києва 1944 року, але вже 1946 року переїхала до Ленінграду, закінчила там навчання. Працювала в Акумуляторному інституті, звідки її звільнили 1951 року через репресованих батьків. У 1953 році поступила на роботу до лабораторії напівпровідників Абрама Йоффе, надалі перетвореної на Інститут напівпровідників АН СРСР (з 1972 року приєднаний до Фізико-технічного інституту імені А. Ф. Йоффе АН СРСР). 1961 року захистила кандидатську дисертацію. У 1964–1978 роках працювала в Інституті напівпровідників АН УРСР у Києві, вивчала напівпровідникові плівки. У 1993 році емігрувала до Кельну (Німеччина). 
Була одружена з фізиком Петром Васильовичем Гультяєвим (1914–1970), має сина Олександра Гультяєва. Олександр закінчив МФТІ 1978 року, захистив дисертацію кандидата наук 1986 року. Досліджував структуру РНК у Лейденському університеті (Нідерланди). 

## В мистецтві
Лев Штрум був прототипом літературного фізика Віктора Штрума — головного героя романів «Життя і доля» (рос. «Жизнь и судьба») та «За справедливу справу» (рос. «За правое дело») відомого радянського письменника Василя Гросмана.  

## Пам'ять
У лютому 2018 року в Києві за адресою Малопідвальна, 12 на будинку, де проживав Лев Штрум було встановлено пам'ятну табличку в рамках меморіального проєкту «Остання адреса».

## Наукові роботи
Досліджував проблеми руху на швидкостях більше за швидкість світла в рамках теорії відносності. Автор більш як 50 наукових робіт з фізики українською, російською, німецькою мовами.
- Штрум Л.  Я. К вопросу о предельной скорости в СТО / Л. Я. Штрум // Второй съезд Российской ассоциации физиков. — 1921. — 15 с.
- Штрум Л. Я. Новейшие результаты опыта Майкельсона и попытка гипотетического объяснения их / Л. Я. Штрум // Наукові записки Київської дослідної кафедри. — 1923. — C. 107–109.
- Strum L. Über die Abhängigkeit der Intensität der Spektrallinien von Gasdruck // Zeitschrift für Physik. — 1923. — Bd.18. — S. 372—378.
- Strum L. Zur Frage nach der Überlichtgeschwindigkeit in der speziellen Relativitätstheorie // Ibid. — 1923. — Bd.20. — S. 36—44.
- Штрум Л. Я. Інтенсивність спектральних ліній // Вісті Київського політехнічного інституту, 1923.
- Штрум Л. Я. Про швидкості, більші од швидкості світла, у спеціальній теорії відносності / Л. Я. Штрум // Наукові записки Київської дослідної кафедри. — 1924. — Т. ІІ. — С. 81—88.
- Штрум Л. Я. Гипотеза для объяснения опыта Майкельсона // Вісті Київського політехнічного інституту, 1924.
- Strum L. Versuch einer Hypothese zur Deutung der letzten Resultate des Michelsonschen Versuches // Zeit-schrift für Physik. — 1924. — Bd.24. — S. 20—23.
- Штрум Л. Я. К вопросу об истолковании опыта Майкельсона / Л. Я. Штрум // Вісті Київського політехнічного інституту. — 1925. — Кн. 1. — С. 5—6.
- Strum L. Zur Theorie des Strahlungsgleichgewichts // Zeitschrift für Physik. — 1925. — Bd.31. — S. 866—868.
- Strum L. Zur stabilität der Atomkerne // Zeitschrift für Physik. Chemie. — 1926. — Bd.119. — S. 368—376.
- Strum L. Überlichtgeschwindigkeit und Relativitätstheorie // Physikalische Zeitschrift der Sowjetunion. — 1926. — Bd.27. — S. 541—544.
- Штрум Л. Я. Явление Комптона // Успехи физ. наук. — 1926. — Т.6, вып.2. — С. 142—166.
- Штрум Л. Я. Фазова швидкість у кінематиці теорії релятивності / Л. Я. Штрум // Українські фізичні записки. — 1930. — Т. ІІ. — С. 87—90.
- Штрум Л. Я. О зависимости интенсивности спектральных линий от упругости газа // Там же. — С.15—16.
- Штрум Л. Я. Що таке електрика? (Що думали про природу електрики в минулому і що думають тепер?) – К. ;Х. : Держвидав України, 1930. – 39 с
- Strum L. Die Phasengeschwindigkeit in der Kinematik der Relativitдtstheorie / L. Strum // Z. f. Physik. — 1930. — Bd. 60. — S. 405—409.
- Штрум Л. Я. Леон Иосифович Кордыш [Некролог] / Л. Я. Штрум // УФН. — 1933. — Т. 13. — Вып. 6. — С. 970–975.